# Plan ogólny

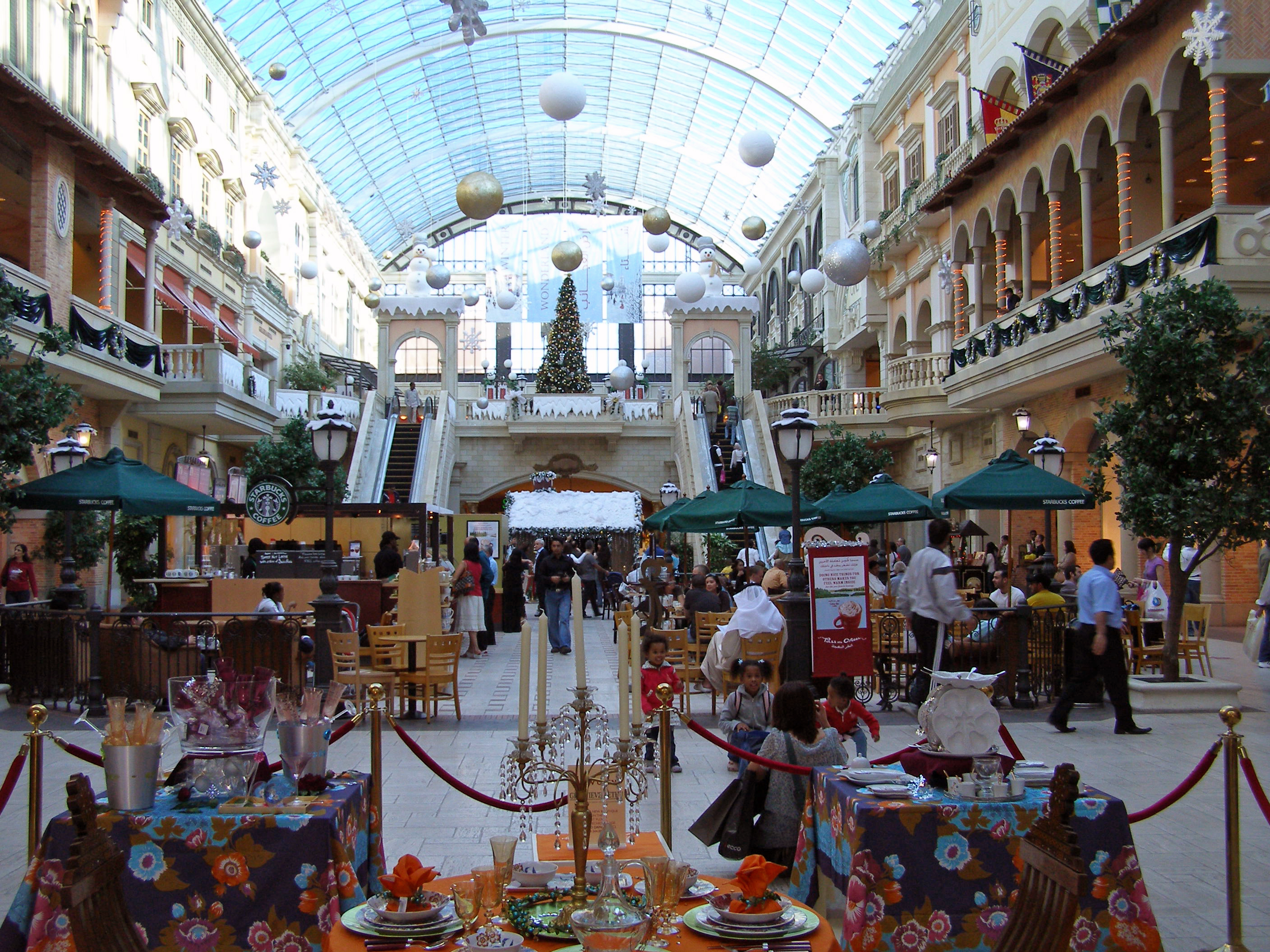
Plan ogólny

Plan ogólny (ang. long shot) – rodzaj planu filmowego opierający się na pokazaniu miejsca akcji wraz z sylwetkami ludzkimi, niezbyt odległymi. Plan taki służy przede wszystkim nakreśleniu sposobu, w jaki jednostka powiązana jest ze swoim otoczeniem. 
Część źródeł utożsamia plan ogólny z planem totalnym.